# Beziehungen zwischen Venezuela und den Vereinigten Staaten
Die Beziehungen zwischen der Bolivarischen Republik Venezuela und den Vereinigten Staaten von Amerika (USA) haben sich seit dem 19. Jahrhundert von anfangs freundschaftlichen Kontakten hin zu starken politischen Spannungen entwickelt. Insbesondere im 21. Jahrhundert – während der Präsidentschaften von Hugo Chávez (1999–2013) und Nicolás Maduro (seit 2013) – ist das Verhältnis von Konflikten geprägt. Beide Staaten werfen einander Eingriffe in innere Angelegenheiten vor: Die venezolanische Führung beschuldigt die USA des Imperialismus, während Washington der Regierung in Caracas autoritäres Verhalten, Menschenrechtsverletzungen und Gefährdung der regionalen Sicherheit vorhält. Sicherheitspolitische hat sich Venezuela seit dem Beginn des 21. Jahrhunderts zu einem antiamerikanischen Staat entwickelt und 2004 mit Verbündeten wie Kuba die Bolivarianische Allianz für Amerika gegründet. Die Spannungen mit den USA nach der Bolivarischen Revolution mündeten 2019 im Abbruch der diplomatischen Beziehungen und scharfen US-Sanktionen gegen den venezolanischen Erdölsektor. Wegen des Vorwurfs des Drogenhandels riefen die USA 2020 ein Kopfgeld auf den venezolanischen Staatspräsidenten Nicolás Maduro aus.

## Geschichte

### 19. Jahrhundert
Nach Erlangung der Unabhängigkeit von Spanien im Jahr 1821 (als Teil Großkolumbiens) und der Abspaltung Venezuelas von Großkolumbien erkannte die US-Regierung Venezuela 1835 völkerrechtlich als souveränen Staat an und nahm formelle diplomatische Beziehungen auf. Im weiteren Verlauf des 19. Jahrhunderts blieben die direkten Kontakte überschaubar; allerdings griffen die Vereinigten Staaten wiederholt zu diplomatischen Interventionen, um europäische Einflussnahme in Venezuela abzuwehren. So beteiligte sich Washington beispielsweise 1895–1899 an der Lösung eines Grenzstreits zwischen Venezuela und der damals britischen Kolonie Guyana (Venezuela-Guyana-Grenzstreit). US-Präsident Grover Cleveland pochte dabei unter Berufung auf die Monroe-Doktrin auf ein internationales Schiedsverfahren, was eine Konfrontation mit Großbritannien auslöste. Die letztlich friedliche Beilegung des Konflikts durch ein Schiedsgericht markierte den ersten bedeutsamen Einsatz der Monroe-Doktrin und untermauerte den Führungsanspruch der USA in der westlichen Hemisphäre.
Zu Beginn des 20. Jahrhunderts setzte sich diese Linie fort. Im Rahmen der Venezuela-Krise von 1902/03 – einer Schuldenkrise, in der mehrere europäische Mächte (darunter Großbritannien, Deutschland und Italien) eine Seeblockade gegen Venezuela verhängten – verhinderte die entschiedene Haltung der USA eine europäische Militärintervention. US-Präsident Theodore Roosevelt stellte sich deutlich gegen eine Einmischung der Europäer und drohte dem Deutschen Kaiserreich mit Krieg, sollten die Forderungen nicht einem Schiedsverfahren zugeführt werden. Diese Haltung brachte die USA und Deutschland kurzzeitig an den Rand eines Krieges und festigte zugleich den Status der Vereinigten Staaten als Schutzmacht in Lateinamerika.

### 20. Jahrhundert
Im 20. Jahrhundert pflegten Venezuela und die USA überwiegend freundschaftliche und kooperative Beziehungen. Besonders nach dem Beginn der venezolanischen Erdölförderung (ab den 1910er/1920er Jahren) entwickelte sich eine enge wirtschaftliche Verflechtung. US-Ölkonzerne investierten in großem Umfang in Venezuela, und venezolanisches Erdöl wurde zu einem strategisch wichtigen Exportgut für den US-Markt. Während des Zweiten Weltkriegs und der frühen Nachkriegszeit standen beide Länder politisch auf derselben Seite: Venezuela, seit 1945 Gründungsmitglied der Vereinten Nationen, lieferte den Alliierten Öl und profitierte wirtschaftlich von der Partnerschaft mit den USA. Der Diktator Marcos Pérez Jiménez stürzte 1948 den gewählten Präsidenten Rómulo Gallegos und übernahm 1948 durch einen Staatsstreich die Macht in Venezuela. Während dieser Blütezeit wuchsen ausländische Investitionen, insbesondere von amerikanischen Ölgesellschaften, dank der Unterstützung durch das Jiménez-Regime. Das Regime erlaubte und unterstützte die Ausbeutung der natürlichen Ressourcen des Landes durch die amerikanische Ölindustrie, da ein Teil der Gewinne von Unternehmen wie Mobil und Exxon in die persönlichen Kassen von Pérez Jiménez floss. Die USA unterstützten sein antikommunistisches Regime und verliehen Jiménez 1954 den Legion of Merit.
Nach dem Sturz der Diktatur von Marcos Pérez Jiménez 1958 und der Rückkehr zur Demokratie intensivierte sich die Zusammenarbeit weiter. Unter Präsident Rómulo Betancourt (1959–1964) verfolgte Venezuela mit der Betancourt-Doktrin eine Außenpolitik, die sich gegen Diktaturen in Lateinamerika richtete – ein Ansatz, der von Washington begrüßt wurde, da er mit den US-Interessen im Kalten Krieg (Förderung demokratischer, antikommunistischer Regimes) übereinstimmte. In den folgenden Jahrzehnten galt Venezuela als stabiler Partner der USA in der Region. Trotz gelegentlicher politischer Differenzen (etwa über den Umgang mit Kuba nach 1959) blieben die bilateralen Beziehungen eng: Venezuela gehörte zu den größten Erdöllieferanten der USA, und Washington unterstützte im Gegenzug venezolanische Regierungen – unabhängig davon, ob es sich um gewählte Präsidenten oder phasenweise autoritäre Regime handelte. Die venezolanischen Regierungen der Puntofijo-Demokratie (1958–1998) pflegten gute Kontakte zu den Vereinigten Staaten und zu Nachbarstaaten wie Kolumbien. Venezuela war Mitbegründer der Organisation erdölexportierender Länder (OPEC) im Jahr 1960, was die weltwirtschaftliche Bedeutung des Landes steigerte, aber zu keinem offenen Konflikt mit Washington führte. Selbst die Verstaatlichung der Ölindustrie 1976 (Gründung der staatlichen PDVSA) verlief relativ geordnet; US-Firmen wurden entschädigt, und Venezuela blieb ein verlässlicher Ölzulieferer.
Gegen Ende der 1990er Jahre gab es jedoch erste Anzeichen von Spannungen: 1998 gewann der linkspopulistische Ex-Militär Hugo Chávez die Präsidentschaftswahlen mit scharfer Kritik an den USA in seinem Wahlprogramm. Damit bahnte sich ein Kurswechsel in der venezolanischen Außenpolitik an – weg von der bis dahin pro-amerikanischen Ausrichtung hin zu einer zunehmend konfrontativen Haltung gegenüber Washington.

### 21. Jahrhundert

#### Unter Hugo Chávez

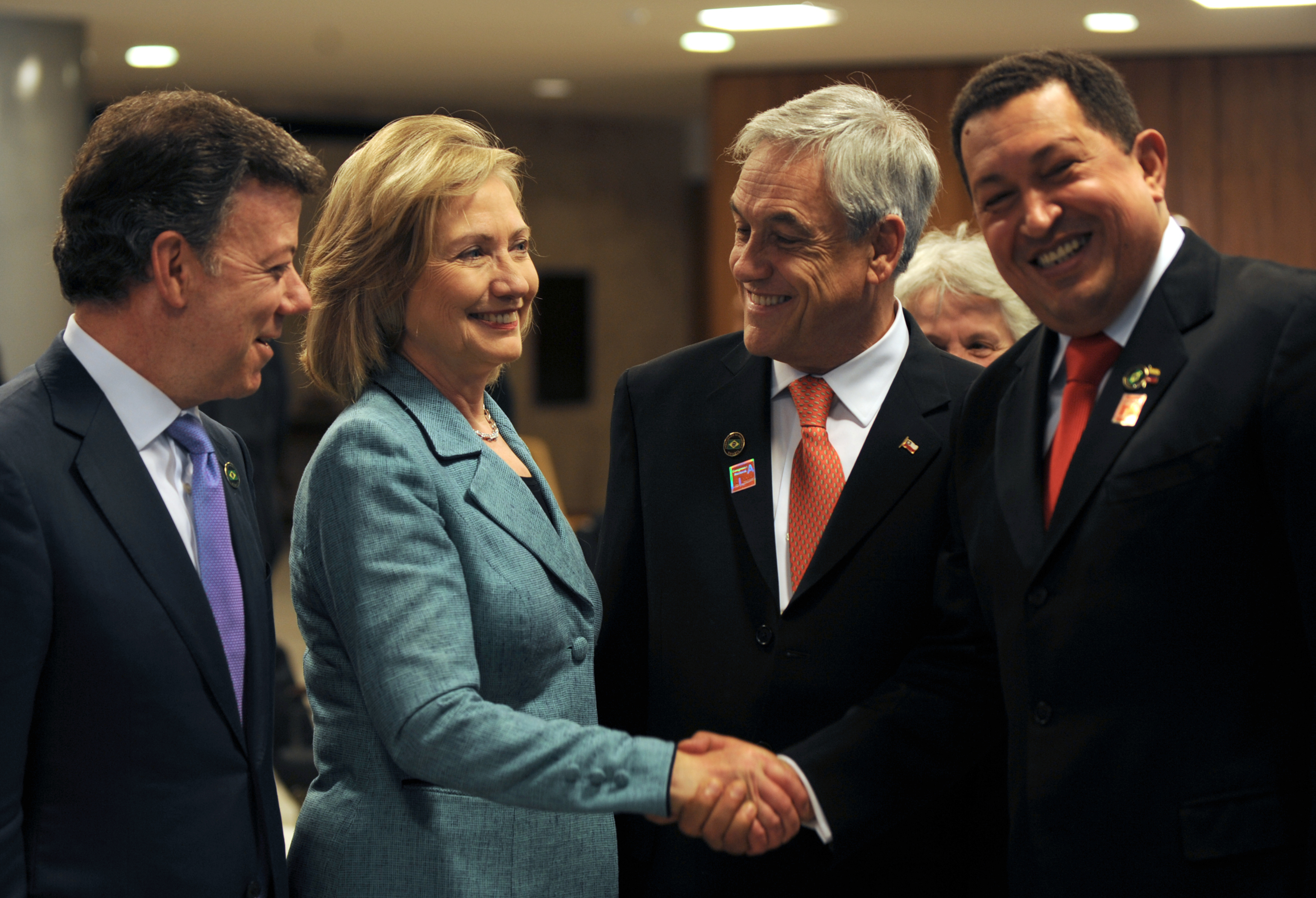
Hillary Clinton gibt Hugo Chávez die Hand (2011)

Der Antritt von Hugo Chávez als Präsident 1999 bedeutete einen tiefgreifenden Bruch in den US-venezoelanischen Beziehungen. Chávez propagierte eine „bolivarische“ Revolution und positionierte sich offen anti-amerikanisch. Während er einerseits weiterhin zuverlässig Öl in die USA exportierte (die Versorgung der US-Märkte blieb vorerst stabil), suchte Chávez zugleich strategische Allianzen mit Staaten, die den USA kritisch gegenüberstanden – darunter Kuba, Iran, Russland und China. Bereits 2000 näherte er sich Fidel Castros Kuba an (ein bilaterales Abkommen sah venezolanische Öllieferungen gegen die Entsendung kubanischer Ärzte und Fachkräfte vor). 2004 gründete Venezuela zusammen mit Verbündeten die ALBA-Allianz (Alianza Bolivariana) als Gegengewicht zur von den USA angestrebten gesamtamerikanischen Freihandelszone (FTAA). Chávez stilisierte die USA zunehmend zum Gegner seiner „Bolivarianischen Revolution“ und machte Washington für innenpolitische Probleme verantwortlich. Auf internationaler Bühne provozierte er mit scharfer Rhetorik – berüchtigt ist seine Rede vor der UN-Vollversammlung 2006, in der er den damaligen US-Präsidenten George W. Bush als „Teufel“ bezeichnete und sich bekreuzigte, während er an der Stelle stand, an der Bush zuvor eine Rede gehalten hatte.
Die Beziehungen verschlechterten sich unter Chávez rapide. Im April 2002 kam es in Venezuela zu einem kurzzeitigen Putschversuch gegen Chávez. Obwohl dieser nach zwei Tagen scheiterte, beschuldigte Chávez die USA, hinter dem Putsch gesteckt zu haben oder ihn zumindest unterstützt zu haben – eine Anschuldigung, die von der US-Regierung zurückgewiesen wurde. Dennoch belastete das Ereignis das Vertrauen dauerhaft. Chávez entließ amerikanische Militärberater und brach die Kooperation mit der US-Drogenbekämpfungsbehörde (DEA) ab, da er diesen Institutionen Spionage unterstellte. 2006 verhängten die USA ein Waffenembargo gegen Venezuela, offiziell wegen mangelnder Zusammenarbeit Caracas’ im Anti-Terror-Kampf und der engen Kontakte Venezuelas zu US-Gegnern wie Iran und Kuba. Daraufhin wandte sich Chávez verstärkt Russland als Rüstungslieferanten zu: Ab 2005 schloss Venezuela umfangreiche Verträge zum Kauf russischer Kampfflugzeuge, Helikopter und Waffen, finanziert durch Milliardenkredite aus Moskau. Ein Tiefpunkt der diplomatischen Beziehungen war 2008 erreicht, als Chávez aus Solidarität mit Bolivien den US-Botschafter des Landes verwies. Die Bush-Regierung reagierte spiegelbildlich mit der Ausweisung des venezolanischen Botschafters aus Washington.

#### Unter Nicolás Maduro

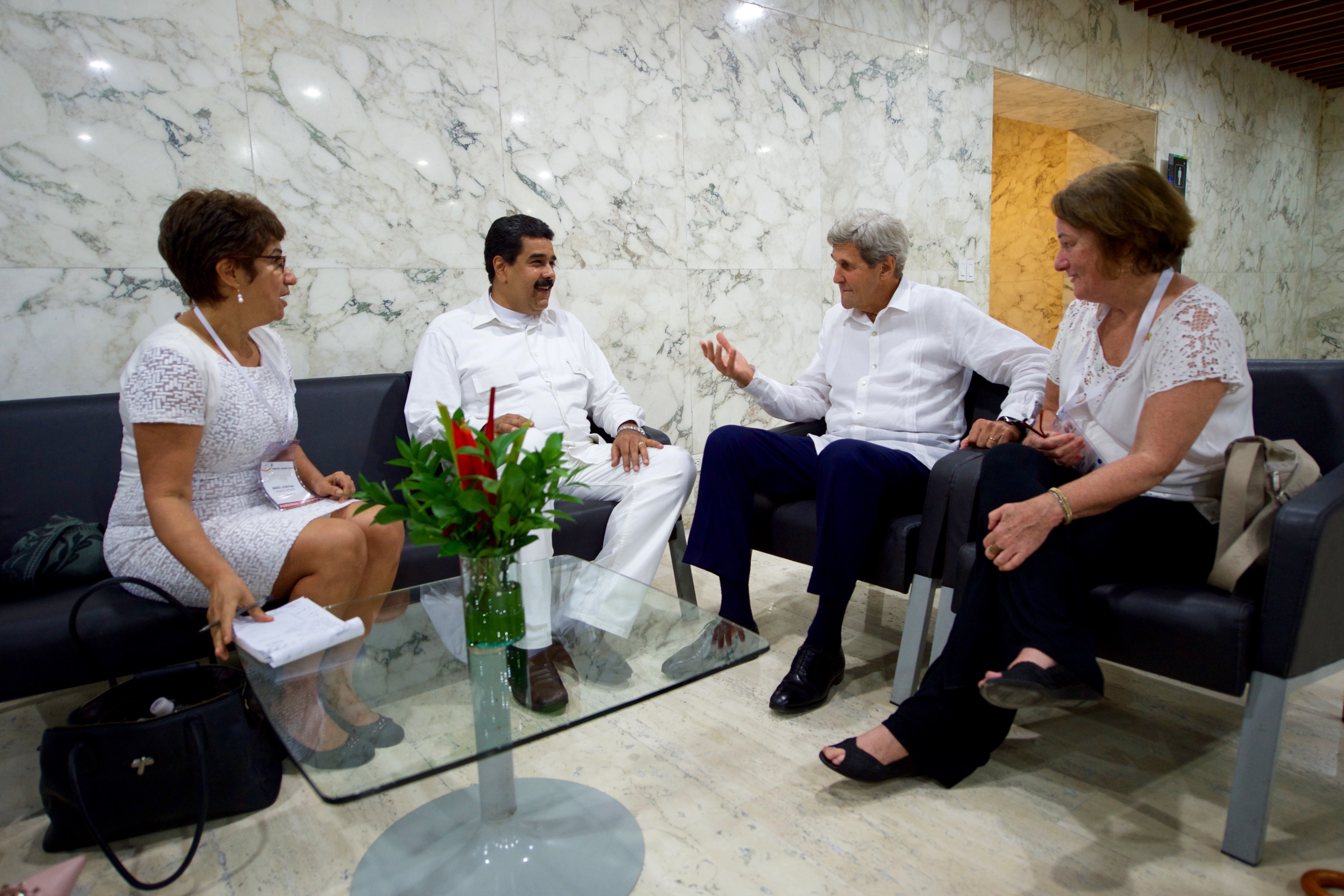
Nicolás Maduro bei einem Treffen mit John Kerry (2016)

Nach Chávez’ Tod 2013 übernahm Nicolás Maduro die Präsidentschaft und führte dessen konfrontativen Kurs fort. Anfangs hoffte die US-Regierung unter Barack Obama noch auf eine mögliche Entspannung; 2015 verschlechterte sich das Verhältnis jedoch dramatisch, als Obama per Executive Order Venezuela als „ungewöhnliche und außerordentliche Bedrohung“ für die nationale Sicherheit der USA einstufte. Die USA belegten in der Folge venezolanische Spitzenfunktionäre, denen Menschenrechtsverstöße vorgeworfen wurden, mit gezielten Sanktionen (Einreiseverbote, Kontensperrungen). Maduro wies diese Maßnahmen scharf zurück und unterstellte Washington offen das Ziel eines Regierungsumsturzes: Präsident Obama habe sich entschlossen, „meine Regierung zu besiegen und in Venezuela zu intervenieren, um die Kontrolle zu übernehmen“, erklärte Maduro im März 2015. Venezuela rief daraufhin seinen Geschäftsträger aus Washington zu Konsultationen zurück und führte eine Visumpflicht für US-Bürger ein.
Unter US-Präsident Donald Trump (2017–2021) eskalierte die Lage weiter. Trump unterstützte offen die venezolanische Opposition und schloss 2017 sogar eine „militärische Option“ gegen Venezuela nicht aus. Statt einer direkten Intervention setzten die USA jedoch auf maximale wirtschaftliche und diplomatische Druckmittel („Maximum Pressure“-Politik). Ab 2017 verhängte Washington umfassende Finanzsanktionen gegen die venezolanische Regierung und Staatsunternehmen. Spätestens mit der umstrittenen Wiederwahl Maduros im Mai 2018 (die international weithin als nicht frei und fair kritisiert wurde) erreichte die Entfremdung ihren Höhepunkt. Im Januar 2019 erkannte die US-Regierung – gemeinsam mit über 50 anderen Staaten – den Oppositionsführer Juan Guaidó, den Präsidenten der von der Opposition kontrollierten Nationalversammlung, als Interimspräsidenten Venezuelas an. Maduro brach umgehend die diplomatischen Beziehungen zu den USA ab, wies das verbleibende US-Botschaftspersonal aus und schloss die US-Botschaft in Caracas und die US-Interessenvertretung für Venezuela wurde vorübergehend auf die US-Botschaft in Bogotá (Kolumbien) übertragen.
In den Jahren 2019 bis 2023 bestanden praktisch keine direkten diplomatischen Beziehungen. Die Trump-Administration fror venezolanische Auslandsvermögen ein (darunter die US-Vermögenswerte des Ölkonzerns PDVSA und seiner US-Tochter CITGO) und erließ im Januar 2019 ein weitreichendes Öl-Embargo. Diese Sanktionen sollten Maduros Einnahmequellen austrocknen und einen Machtwechsel erzwingen. Maduro konnte sich jedoch mit Unterstützung seiner Verbündeten (u. a. Russland, China, Kuba) an der Macht halten. Die Biden-Administration (2021–2025) führte die harte Linie zunächst fort, unternahm aber 2022 auch erste Schritte zu vorsichtiger Annäherung. Nachdem die venezolanische Regierung Ende 2022 Gespräche mit der Opposition wiederaufnahm, lockerten die USA im November 2022 einige Sanktionen: Insbesondere erhielt Chevron eine Lizenz, begrenzt die Ölförderung in Venezuela wieder aufzunehmen und Öl in die USA zu exportieren. Diese temporäre Entspannung war jedoch an politische Auflagen (Fortschritte bei den Verhandlungen über freie Wahlen) geknüpft. Als Maduro trotz Vereinbarungen im Jahr 2023 führende Oppositionspolitiker von der anstehenden Präsidentschaftswahl 2024 ausschließen ließ und im August 2024 eine vorgezogene Wahl unter restriktiven Bedingungen abhalten ließ, zogen die USA die Zugeständnisse wieder zurück und führten die Sanktionen im April 2024 wieder voll ein.
Im August 2025 erhöhten die USA das Kopfgeld auf Maduro. Begründet hatte das US-Justizministerium diesen Schritt damit, dass Maduro das Cartel de los Soles anführen soll. Noch im selben Monat ließ US-Präsident Donald Trump Kriegsschiffe vor die Küste Venezuelas verlegen bzw. eine Seeblockade einrichten. Daraufhin ließ Maduro 4,5 Millionen Reservisten bzw. Milizionäre mobilisieren. Die Verlegung wurde vonseiten der US-Regierung sowohl mit der nicht enden wollenden Opoid-Epidemie in den USA als auch mit dem Kampf gegen Lateinamerikanische Drogenkartelle begründet. Trumps Regierungssprecherin Karoline Leavitt bezichtigte Maduro, die Vereinigten Staaten mit Drogen zu fluten. Die Blockade wird von Beobachtern als Versuch gewertet, Machthaber Maduro indirekt zu stürzen.

## Wirtschaftsbeziehungen
Die Wirtschaftsbeziehungen zwischen Venezuela und den USA waren traditionell von der Erdölindustrie dominiert. Venezuela verfügt über die weltgrößten nachgewiesenen Ölreserven, und seit den 1920er Jahren zählte die US-Ölindustrie zu den größten Investoren und Abnehmern venezolanischen Öls. Im späten 20. Jahrhundert und bis in die 2000er Jahre hinein gehörte Venezuela regelmäßig zu den fünf größten Erdöllieferanten der USA. Im Jahr 2014 zum Beispiel exportierte Venezuela Güter im Wert von über 30 Milliarden US-Dollar – fast ausschließlich Rohöl und Ölprodukte – in die USA. Im selben Jahr lieferten die USA Waren für rund 11 Milliarden Dollar nach Venezuela. Venezuela erzielte also große Handelsüberschüsse dank der Öleinnahmen aus den USA. Mit dem Verfall des Ölpreises ab 2014 und den politischen Spannungen sank das Handelsvolumen jedoch stark. Bereits 2016–2018 ging der Ölhandel zurück, obwohl Venezuela damals immer noch große Mengen Rohöl in die USA exportierte. 2018 beliefen sich die venezolanischen Ausfuhren in die USA noch auf rund 13,2 Mrd. US-Dollar. Dann folgten die US-Sanktionen: Ab August 2017 untersagte Washington US-Firmen den Kauf neuer venezolanischer Anleihen und Beteiligungen, was die Refinanzierung von PDVSA erschwerte. Der entscheidende Einschnitt kam im Januar 2019 mit dem Ölembargo gegen PDVSA, das US-Importe von venezolanischem Öl blockierte. In der Folge brach Venezuelas wichtigster Absatzmarkt weg – die unmittelbaren Auswirkungen waren dramatisch: Innerhalb des ersten Halbjahres 2019 sanken Venezuelas Ölexporte um etwa 40 %. Die US-Importe aus Venezuela fielen von den 13 Mrd. $ (2018) bis auf nur noch 167 Mio. $ im Jahr 2020, was einem faktischen Handelsstop gleichkam.
Die Sanktionen trafen nicht nur den Ölsektor, sondern auch den Finanzsektor. Die venezolanische Regierung verlor den Zugriff auf im Ausland gehaltene Guthaben – darunter mehrere Milliarden Dollar der Zentralbank Venezuelas auf US-Konten – sowie die Kontrolle über CITGO, die US-Raffinerie-Tochter von PDVSA. CITGO, einst ein Symbol der energiepolitischen Verflechtung (mit drei großen Raffinerien und einem Vertriebsnetz in den USA), wurde von den USA ab 2019 unter Treuhandverwaltung der venezolanischen Opposition gestellt. In den Jahren danach begannen US-Gerichte, CITGO-Anteile zugunsten von Gläubigern zu versteigern, um ausstehende Schulden und Enteignungsentschädigungen Venezuelas zu begleichen. Die Regierung Maduro verurteilte dies als „Diebstahl nationalen Vermögens“ und warf den USA einen „Wirtschaftskrieg“ vor. Die USA haben humanitäre Ausnahmen in den Sanktionen vorgesehen und zwischen 2017 und 2024 insgesamt rund 3,7 Milliarden US-Dollar an humanitärer Hilfe für notleidende Venezolaner im In- und Ausland bereitgestellt.

## Kulturbeziehungen und Migration
Trotz politischer Konflikte bestanden zwischen den Gesellschaften Venezuelas und der USA stets vielfältige kulturelle Verbindungen. Bereits im 20. Jahrhundert war die US-amerikanische Popkultur in Venezuela sehr präsent: Baseball entwickelte sich zum Nationalsport, Hollywood-Filme und -Musik fanden ein großes Publikum, und US-Fast-Food-Ketten wurden in venezolanischen Städten beliebt. Viele gut situierte Venezolaner reisten regelmäßig in die USA – sei es für Urlaubsaufenthalte, zum Studium an US-Universitäten oder für Geschäftsaktivitäten. Im Bereich Kulturaustausch existierten bis zum diplomatischen Bruch einige Programme, etwa Hochschulkooperationen und Schüleraustausch. In Caracas war bis 2018 ein Centro Venezolano-Americano tätig, das Sprachkurse und Kulturveranstaltungen anbot. Die langjährigen engen zivilgesellschaftlichen Bande zeigen sich auch darin, dass trotz Anti-USA-Rhetorik der Regierung in Meinungsumfragen eine Mehrheit der venezolanischen Bevölkerung den amerikanischen Lebensstil und die Bevölkerung der USA positiv sieht (während die Haltung gegenüber der US-Regierung differenzierter ausfällt).
Ein wichtiger Aspekt der bilateralen Beziehungen ist die Migration. Historisch war Venezuela eher ein Einwanderungsland, doch seit der schweren politischen und wirtschaftlichen Krise in den 2010er Jahren hat sich ein beispielloser Auswanderungsstrom entwickelt. Zwischen 2014 und 2024 verließen rund 7,7 Millionen Venezolaner (etwa ein Viertel der Bevölkerung) ihr Heimatland. Neben spanischsprachigen Ländern gehörten die USA zu den wichtigsten Zielländern. In den USA leben Schätzungen zufolge (Stand Mai 2024) über 545.000 venezolanische Staatsbürger. Diese Gemeinschaft hat sich vor allem in Florida (Großraum Miami), aber auch in Texas (Houston), New York und anderen Metropolen konzentriert. Venezolanische Einwanderer der letzten Jahre suchen häufig Asyl oder temporären Schutz vor Verfolgung und Not. Häufig erreichten diese Migranten die USA über irreguläre und gefährliche Routen über die Darién Gap und die Grenze zwischen Mexiko und den Vereinigten Staaten. Die US-Regierung hat auf diesen Zuzug mit spezifischen Maßnahmen reagiert: So wurde Temporary Protected Status (TPS) für venezolanische Migranten eingeführt und zuletzt im September 2023 auf etwa eine halbe Million Personen ausgeweitet, um ihnen vorübergehend legales Aufenthalts- und Arbeitsrecht zu gewähren. Die zweite Trump-Regierung machte dies allerdings 2025 rückgängig.

## Sicherheitspolitische Beziehungen
Auf sicherheitspolitischer Ebene haben sich die USA und Venezuela im Laufe der Zeit vom Kooperationspartner zum Kontrahenten entwickelt. Während der ersten Hälfte des 20. Jahrhunderts gab es punktuelle militärische Zusammenarbeit – Venezuela kämpfte zwar in keinem der Weltkriege mit, unterstützte aber beispielsweise die alliierte Seite logistisch (U-Boot-Abwehr im Karibikraum während des Zweiten Weltkriegs) und schloss 1947 ein militärisches Beistandsabkommen mit den USA. Im Kalten Krieg waren beide Länder Gründungsmitglieder des Interamerikanischen Verteidigungsbündnisses TIAR (Rio-Pakt) von 1947. Venezolanische Offiziere wurden bis in die 1990er Jahre in US-Militärschulen ausgebildet, und man arbeitete in der Drogenbekämpfung eng zusammen. Mit Hugo Chávez änderte sich dies grundlegend. Chávez misstraute dem US-Militär und vermutete Umsturzpläne. Er brach die Kooperation mit der US-Militärmission in Caracas ab und verwies 2005 die letzten US-Militärausbilder des Landes. Auch die gemeinsame Drogenfahndung wurde beendet. Stattdessen band er sich sicherheitspolitisch an Kuba, Russland und China. Die USA beobachteten Venezuelas Annäherung an Länder wie den Iran mit Sorge. So unterstützte Chávez offen das iranische Atomprogramm (für friedliche Zwecke) und besuchte den Iran mehrfach. Venezuela trat 2019 auf Maduros Geheiß aus der Organisation Amerikanischer Staaten (OAS) aus, nachdem die OAS kritische Beschlüsse zur Lage in Venezuela gefasst hatte.
Westliche Sicherheitsdienste vermuteten zeitweise auch Kooperationen zwischen Venezuela und von den USA als terroristisch eingestuften Akteuren (z. B. der libanesischen Hisbollah oder der kolumbianischen Guerilla FARC), wobei belastbare Belege spärlich blieben. Washington warf der venezolanischen Führung jedoch vor, zur Drehscheibe für Drogenschmuggel geworden zu sein. Insbesondere beschuldigten US-Behörden hohe venezolanische Militärs (u. a. ehemalige Generäle und Minister) des aktiven Betreibens des Kokainhandels – eine Gruppe, die als „Kartell der Sonnen“ bezeichnet wird. 2020 klagte das US-Justizministerium Präsident Maduro selbst sowie mehrere seiner Vertrauten wegen Narco-Terrorismus an und setzte ein Kopfgeld von 15 Millionen US-Dollar auf Hinweise aus, die zu Maduros Verhaftung führen (2025 auf 25 Millionen US-Dollar erhöht).
Die Spannungen zwischen beiden Ländern haben die Länder an den Rand eines bewaffneten Konfliktes gebracht. Zwar folgte keine US-Intervention – der Widerstand lateinamerikanischer Partner gegen ein solches Vorgehen war groß –, doch unterstrichen solche Äußerungen die Schärfe des Konflikts. Die US-Regierung unterstützte vielmehr diplomatische Initiativen wie die Lima-Gruppe (ein Zusammenschluss amerikanischer Staaten, der Maduros Wiederwahl 2018 für illegitim erklärte und die Anerkennung eines venezolanischen Übergangspräsidiums (2019–2022) unter Juan Guaidó).